# Amt Ahlen
Das Amt Ahlen war ein Amt im Kreis Beckum in Nordrhein-Westfalen, Deutschland. Im Rahmen der nordrhein-westfälischen Gebietsreform wurde das Amt zum 1. Juli 1969 aufgelöst. Sein Gebiet gehört heute zur Stadt Ahlen im Kreis Warendorf.

## Geschichte
Im Rahmen der Einführung der Landgemeindeordnung für die Provinz Westfalen wurde 1843 im Kreis Beckum das Amt Ahlen gegründet. Es umfasste zunächst die Gemeinden Altahlen, Neuahlen, Dolberg und Heessen.
1914 wurde die Amtsverwaltung von Ahlen nach Heessen verlegt und das Amt in Amt Heessen umbenannt. Aus diesem schieden 1921 Altahlen, Neuahlen und Dolberg aus und bildeten wieder das Amt Ahlen.
Durch das Gesetz über die Eingliederung der Gemeinden des Amtes Ahlen in die Stadt Ahlen wurden zum 1. Juli 1969 die Gemeinden Altahlen, Neuahlen und Dolberg in die Stadt Ahlen eingemeindet und gleichzeitig das Amt Ahlen aufgelöst. Sein Rechtsnachfolger ist die Stadt Ahlen.

## Einwohnerentwicklung
| Jahr | Einwohner | Quelle |
| ---- | --------- | ------ |
| 1858 | 2879      | [ 3 ]  |
| 1871 | 4317      | [ 4 ]  |
| 1885 | 4599      | [ 5 ]  |
| 1910 | 6039      | [ 6 ]  |
|      |           |        |
| 1939 | 3000      | [ 7 ]  |
| 1950 | 4447      | [ 8 ]  |
| 1969 | 5055      | [ 8 ]  |

Das Amt wurde 1921 verkleinert.